# 得失球差
得失球差，又称“净胜球”。當體育運動競賽在积分相同時的第一重分勝負方法：將入球數減失球數，以差數较高的队伍为胜者。